# Tepuífruktätare
Tepuífruktätare (Pipreola whitelyi) är en fågel i familjen kotingor inom ordningen tättingar.

## Utbredning och systematik
Tepuífruktätare delas in i två underarter:
- Pipreola whitelyi kathleenae – förekommer i tepuis i södra Venezuela (sydöstra Bolívar)
- Pipreola whitelyi whitelyi – förekommer i tepuis i västra Guyana (Twek kaj) och näraliggande norra Brasilien (Roraima)

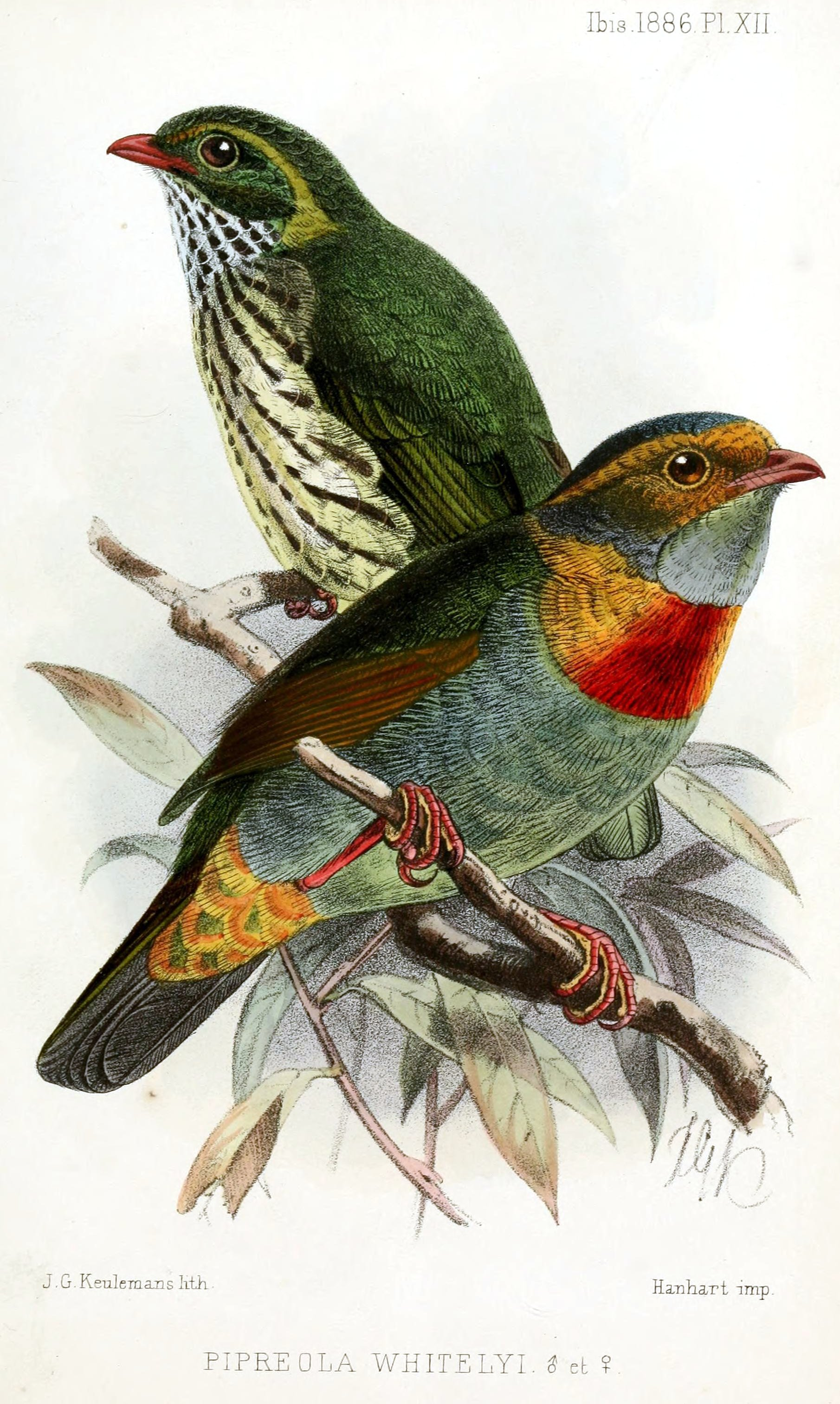

## Status
Trots det begränsade utbredningsområdet och att den tros minska i antal anses beståndet vara livskraftigt av internationella naturvårdsunionen IUCN.